# Хеллаакоски, Ааро
Ааро Хеллаакоски (фин. Aaro Hellaakoski; 22 июня 1893, Оулу, Великое княжество Финляндское — 23 ноября 1952, Хельсинки, Финляндия) — финский поэт и географ.
Вырос в Оулу и Тампере, страдая от строгости отца и травли сверстников (у мальчика Ааро была заячья губа). Затем учился в Университете Хельсинки, в 1917—1918 гг. из-за революционных событий вынужден был прервать занятия и служил в тюремной охране — эти впечатления легли в основу нескольких ярких ранних стихотворений. Окончил университет в 1919 году, получив естественнонаучное образование со специализацией по географии, пойдя в этом отношении по стопам своего отца. Преподавал географию в школе и университете, опубликовал ряд географических трудов — в частности, по геологической истории озёр Сайма и Пуула, был соавтором нескольких школьных учебников. Выступал также в печати как литературный и художественный критик.
Первый сборник Хеллаакоски, «Стихи» (1916), носил сатирически-антибуржуазный характер и был холодно встречен критикой. Однако книги 1920-х гг., особенно сборник «Ледяное зеркало» (фин. Jääpeili; 1928), сделали его заметной фигурой в финской поэзии — одним из крупнейших адептов модернистской эстетики. Произведения Хеллаакоски в этот период носили следы влияния Аполлинера (в том числе его каллиграмм) и итальянского футуризма.
Был женат на Лемпи Аалтонен, сестре скульптора Вяйнё Аалтонена; Аалтонен иллюстрировал стихи Хеллаакоски и создал его бронзовый портрет.